# Bernard Tervoort
Linguiste – XXe siècle
Bernard Theodoor Marie Tervoort, né le 29 mai 1920 à Groesbeek et mort le 17 août 2006 à Hilversum aux Pays-Bas, est un professeur émérite de Psycho- et Patholinguistique à l'Université d'Amsterdam. Il est considéré comme héros de la communauté sourde, particulièrement aux Pays-Bas pour le rôle d'un des initiateurs de langue des signes néerlandaise.

## Biographie

### Enfance
Bernard Theodoor Marie Tervoort est né entendant le 29 mai 1920 à Groesbeek. Bernard est le fils du directeur de l’école primaire à Groesbeek. Élève du Canisius Collège à Nimègue, il entre le 7 septembre 1938 dans l’ordre de la Compagnie de Jésus. Après son noviciat à Velp (1938-1940) il étudie la philosophie au cours des années de guerre à Nimègue et puis à Eijsden (la formation a été transférée sous la contrainte de l’occupant allemand). En 1944 il devient à la fois pion à l'Ignatius Collège à Amsterdam et étudiant de néerlandais et de linguistique à l’Université d'Amsterdam. 
En 1950, Bernard Tervoort, alors prêtre catholique à cette époque, obtint sa licence en théologie et de la linguistique. Cherchant un sujet pour son projet de thèse, il vient par hasard en contact avec l’Institut Catholique des sourds de Sint-Michielsgestel. Il voit le contraste entre l'enseignement en oral, qui utilise la lecture labiale, et les gestes avec lesquels les étudiants sourds communiquent entre eux. Il filme et analyse les gestes et choisit cela comme sujet de sa thèse de doctorat, soutenue en 1953 : Structurele analyse van visueel taalgebruik binnen een groep dove kinderen (fr: Analyse structurale du langage visuel utilisé au sein d’un groupe d’enfants sourds). Il est le premier à avoir démontré scientifiquement que la communication visuelle des sourds est un véritable langue.  
. [3]. 

### Carrière
Cette découverte lui permet d'en faire un sujet pour sa thèse de doctorat : il y analyse la langue des signes néerlandaise sans la qualifier ainsi ; il y implique le « langage visuel » décrivant comme un système de communication ésotérique étant donné qu'à cette époque, cette langue était inconnue jusqu'à ce que le linguiste américain William Stokoe le dénomme au début des années 1960. La thèse s'achève en 1953, dans lequel le prêtre compare le système de communication ésotériquement visuelle avec le système exotérique, du fait que l’enseignement bilingue « langue des signes néerlandaise-néerlandais » est nécessaire pour enseigner les sourds : il est clairement opposé à l’enseignement en « néerlandais oralisée ».
Après 1953, il suit la formation de théologie à Maastricht, et il est ordonné prêtre. Dans les années suivantes, habitant Maastricht, il écrit des livres pour garçons sous le pseudonyme de Marc Vendelier et parallèlement il fait au service de l’Institut catholique des sourds de Sint-Michielsgestel une grande étude complementaire sur la communication des sourds aux États-Unis, Pays-Bas et en Belgique. En introduisant les notions de langage ésotérique (langue d'initiés) et langue exotérique (langue générale, ici: langue parlée des entendants), il est le premier à prendre conscience du bilinguisme des cours. Il devient un grand défenseur de la langue des signes. Ses idées trouvent un accueil enthousiaste, et Bernard reçoit en 1994  un doctorat honoris causa de l’Université de Gallaudet, mais aux Pays-Bas il confronte un désaccord avec l’Institut à Sint-Michielsgestel, où il est démissionné[5]. Confronté avec une telle déception, Bernard trouve compréhension auprès de Dieuwertje de Carpentier Wolf, une enseignante de maternelle à la Institut des sourds Henri Daniel Guyot à Groningue. Après presque 25 ans de vie religieuse, Bernard se défroque afin de se marier en 1965, à l'église, avec Dieuwertje. Le couple aura trois filles. 
En 1966, il est nommé professeur de psycho- et patholinguistique à l’Université d’Amsterdam. Presque 25 ans, il y est professeur, spécialiste en linguistique du signe et cofondateur de l’Institut de linguistique générale. En plus de la langue des signes, il étudie la langue des enfants et les thèmes de la patholinguïstiek telles que l’aphasie. Mais il travaille surtout à la promotion de la langue des signes, qui, malgré cela, ne sera introduit que relativement tard dans les Pays-Bas. Il lance en 1981 le projet KOMVA, projet de recherche sur l'habilité des enfants sourds de communication avec des adultes, projet qui mènera à l’introduction de l’éducation bilingue des sourds aux Pays-Bas.   

### Retraite
Il reçoit, en 1964, un doctorat honorifique à l'université Gallaudet à Washington pour ses recherches.
En 1987, il prend sa retraite, mais continue à contribuer pour les sourds néerlandais. Professeur émérite, il a écrit ses mémoires : Jésus, est-ce vous? L’histoire d’une vocation dans la série Mémoires de Jésuites. À l’âge de 84 ans, il publie un roman-détective signe de vie, le moine sourd et le Grand Inquisiteur, sur un garçon sourd, prêtre au Moyen Âge, roman à clef aux éléments autobiographiques.
Il meurt le 17 août 2006 à Hilversum aux Pays-Bas.

## Vie privée
Bernard Tervoort était un jésuite, il quitte l'ordre en 1965 et épouse Dieuwertje avec qui il a trois filles.

## Ouvrage
- teken van leven - De dove monnik en de grootinquisiteur (littéralement, Signe de vie - Le moine sourd et le Grand Inquisiteur)[10]

## Distinction
- Doctorat honorifique à l'Université Gallaudet en 1964[1],[11].

### Internet
- (en) Sign and School: Using Signs in Deaf Children's Development, édité par Jim Kyle (1987)
- (nl) In Memoriam Bernard Tervoort sur A Nice Gesture by Jeroen Arendsen